# みよし運動公園
みよし運動公園（みよしうんどうこうえん）は、広島県三次市にある都市公園（運動公園）である。施設は三次市が所有し、セイカスポーツセンターが指定管理者として運営管理を行っている。

## 概要
三次市中心部の南、東酒屋町に位置する。
1993年、広島アジア大会のサッカー会場として陸上競技場が開場。2008年現在、テニスコートではミズノが主催するテニスの大会やテニススクールが行われ、運動広場ではサンフレッチェ広島が主催するサッカースクールの練習場として利用されている。
公園の北東にある「三次市立酒屋体育館」と一連で管理されているが、市東部の四拾貫町にある広島県立みよし公園（多目的体育館を中心とした都市公園）とは別施設（こちらの指定管理者はミズノ）。

## 施設

### 陸上競技場
- 日本陸上競技連盟第3種公認
- トラック : 400m×9レーン、全天候型
- フィールド : 天然芝
- 収容人数 : 約10,000人
- 照明塔 : 4基
- 電光掲示板

### テニスコート
- 屋内4面（愛称 : みよしドーム）
- 屋外8面
  - 照明付き6面
  - 照明なし2面

### 運動広場
- 人工芝フィールド :2面（1面あたりタテ105ｍ×ヨコ68ｍ）
- 照明塔 : 6基
- 子供用サッカーコートとしては4面使用可。ソフトボール、グラウンドゴルフ、モルック等にも利用できる。2025年冬に人工芝としてリニューアルした。

### みよしあそびの王国
広島県三次市東酒屋町にあるレジャー施設。「みよし運動公園 遊びの王国」と表記されることもある。2013年（平成25年）4月5日、みよし運動公園の「憩いの広場」にオープン。乳幼児エリア・児童エリア・その他エリアが存在し、気球をモチーフにした大型滑り台などが設けられている。また、室内遊具場として近隣に「室内遊び場　みよし森のポッケ」が完成した。

### その他
- 芝生広場
- ジョギング・ウオーキング : 外周約1.5km

## 所在地
- 広島県三次市東酒屋町493番地

## 交通
- 三次駅から車で約6分
- 中国自動車道三次インターチェンジから車で約3分
- 周辺は、広島三次ワイナリー、奥田元宋・小由女美術館、産直市トレッタみよしなどがある県北有数の観光エリアである。